# Cagáncsulút járás
Cagáncsulút járás (mongol nyelven: Цагаанчулуут сум) Mongólia Dzavhan tartományának egyik járása. Területe 2600 km². Népessége 1496 fő.
Székhelye Cagáncsulút (Цагаанчулуут), mely 107 km-re fekszik Uliasztaj tartományi székhelytől.